# رودولفو سانشو
رودولفو سانشو (بالإسبانية: Rodolfo Sancho)‏ هو ممثل إسباني، ولد في 14 يناير 1975 بمدريد في إسبانيا.

## الأعمال
- إيزابيل

## وصلات خارجية
- رودولفو سانشو على موقع IMDb (الإنجليزية)
- رودولفو سانشو على موقع قاعدة بيانات الفيلم (الإنجليزية)